# Olav Lundanes
Olav Lundanes, född 11 november 1987 i Eikenos , norsk orienterare tävlande för Halden SK. Tog guld på långdistans och silver på stafett vid VM 2010, silver på stafett och brons på medeldistans vid VM 2011 och guld på långdistans samt silver på stafett vid VM 2012, guld på medeldistans vid VM 2014. Tog totalt nio medaljer under tre år på junior-VM .